# Kontzeju
Un kontzeju (en basc) o concejo (en castellà) a Navarra i Àlaba és una administració local d'àmbit inferior al municipi que normalment abasta un sol poble.
Tenen un president i una junta ("junta administrativa" a Àlaba) escollits pels veïns i pressupost i competències pròpies. Segons el nombre d'habitants funcionen pel sistema de consell obert (assemblea de tots els veïns) o consell tancat (assemblea formada per representants electes dels veïns). A Navarra, si el municipi té menys de 50 habitants no hi ha junta i el consell obert en fa les funcions.
A Navarra els municipis formats per diferents consells (habitualment els pobles d'una mateixa vall) es coneixen com a municipis compostos o zendeak (en basc, en castellà cendeas).
Els orígens de la institució són desconeguts, però se'n té referències des de l'edat mitjana, pel que la història dels concejos és anterior a la dels municipis que actualment els agrupen.